# Convention internationale pour la protection des végétaux

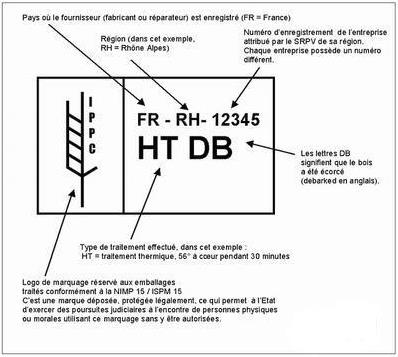
Marquage des palettes de manutention, conformément à la norme NIMP 15 (ISPM 15 en anglais), de la CIPV (IPPC en anglais).

La convention internationale pour la protection des végétaux (CIPV, ou IPPC en anglais) est une convention internationale relative à la protection des cultures contre les organismes nuisibles, approuvée par la Conférence de la FAO, lors de sa sixième session le 6 décembre 1951 (Résolution N° 85/51). 
Conformément à l'article 12,  la Convention fut ouverte à la signature à partir de cette date et jusqu’au 1er mai 1952. En vertu de l'article 14, elle est entrée en vigueur, le 3 avril 1952, après avoir été ratifiée par trois gouvernements signataires. Elle a été enregistrée le 29 novembre 1952 auprès du Secrétariat de l'ONU, sous le N° 1963.

## Évolution
La Convention a été révisée le 28 novembre 1979 puis le 18 novembre 1997 à Rome. La version en vigueur date du 15.03.2018